# حساس ذو إطار كامل

أحجام السينسور المستخدمة في الكاميرات الاحترافية

الحساس ذو الإطار الكامل (بالإنجليزية: Full-frame digital SLR) يستخدم في الكاميرات الرقمية ذات العدسة الاحادية العاكسة أي كاميرا رقمية ذات عدسة أحادية عاكسة والمزودة بجهاز استشعار للصورة بحجم 35 ملم أي (36 × 24 مم) وهذا بعكس الكاميرات ذات أجهزة استشعار أصغر 

## تفصيل
في عهد الكاميرات الفلمية، كان المستطيل الذي يلتقط الصورة (الفيلم) بمقاس موحد، 24ملم × 36 ملم. أما في الكاميرات الرقمية فالوضع مختلف فكل مصنع كاميرا يختلف عن الآخر بشكل بسيط؛ بل حتى الموديلات من نفس المصنع تختلف عن بعضها. إن الناس عادة يشيرون إلى حجم الحساس (sensor) عن طريق “معامل القطع” وهو الرقم الذي تستخدمه للحصول على ما يعادل عدسة ببعد بؤري 35 ملم. إن ذلك عبارة عن أخذ منتصف الصور والتخلص من ما هو خارج حواف الإطار الجديد. أما إن كان الحساس بمقاس 24 ملم × 36 ملم فلا يوجد عامل قطع لانه يغطي نفس مساحة الفيلم 35 ملم.

## امثلة
- شركة نيكون لديها حجمان من الحساسات (sensors)هما الإطار الكامل Full Frame ويرمز له بـ (FX) والإطار المقطوع Cropped Frame 1.5x ويرمز له بـ (DX)
- شركة كانون لديها ثلاثة أحجام من الحساسات: الإطار الكامل، 1.3x، 1.6x. الشركات المصنعة الأخرى عادة تكون بنفس هذا النطاق ما عدا بالإستثناء الملحوظ في شركة أوليمبوس 2x.